# Diospyros dichrophylla
Diospyros dichrophylla là một loài thực vật có hoa trong họ Thị. Loài này được (Gand.) De Winter mô tả khoa học đầu tiên năm 1963.

## Hình ảnh

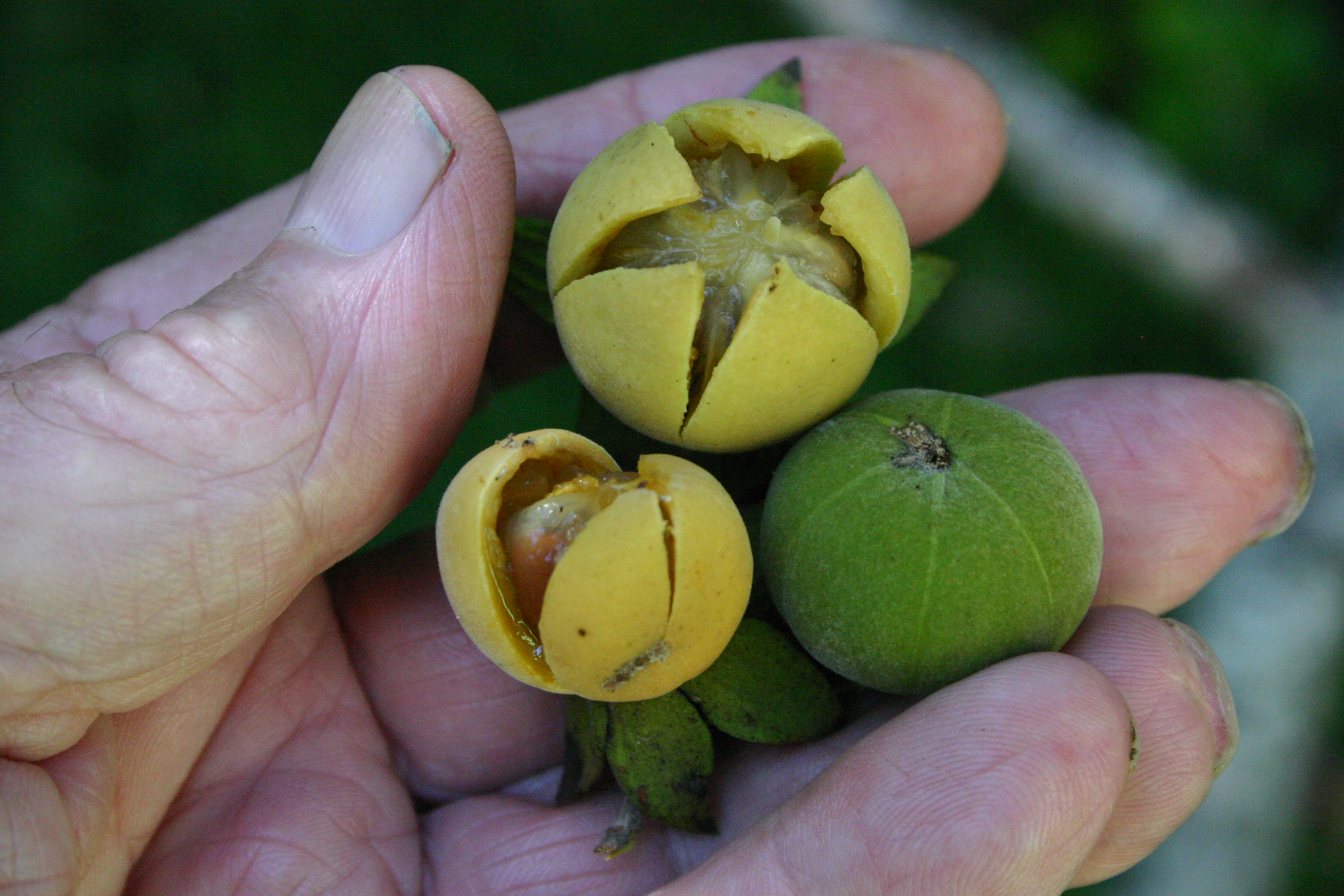
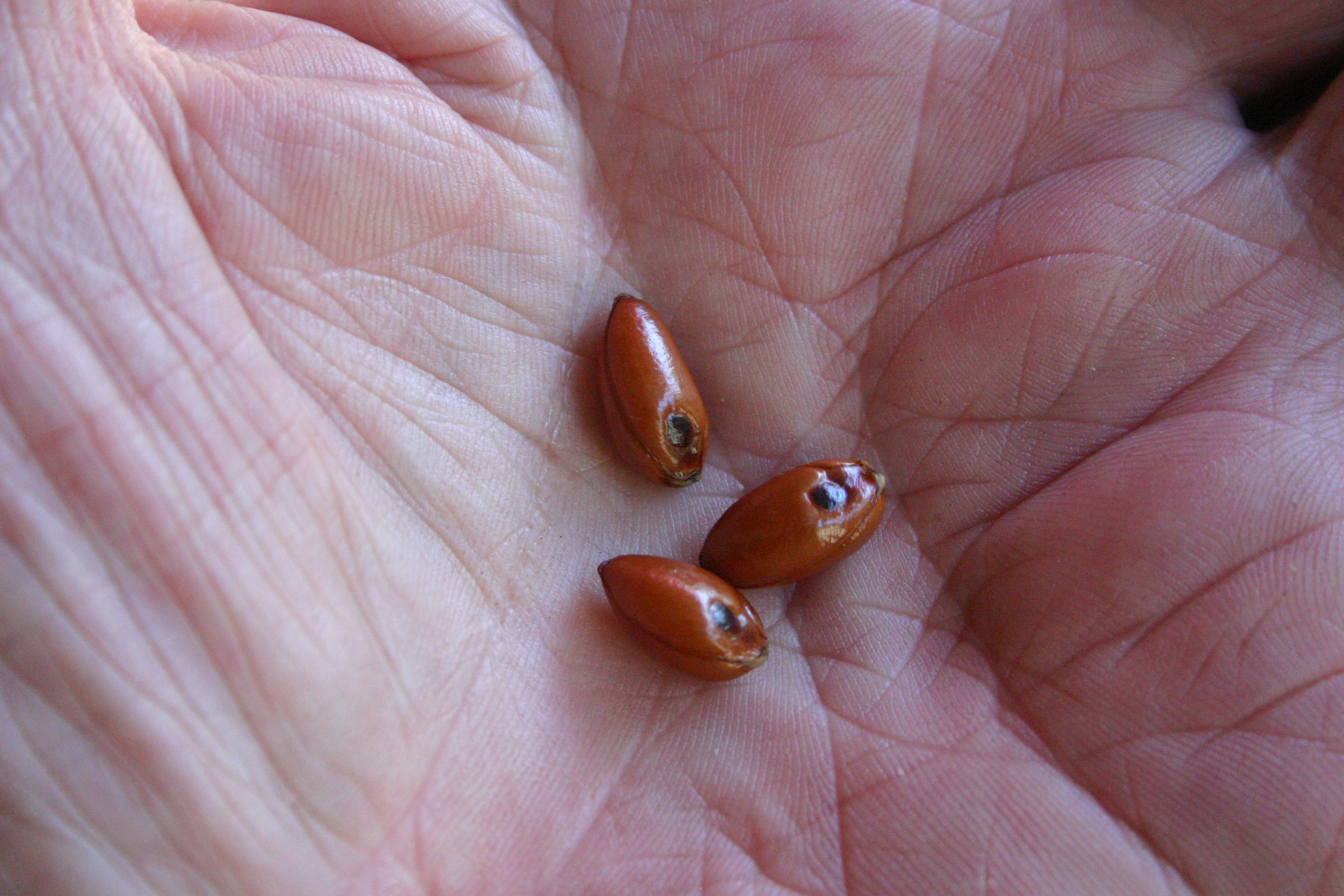
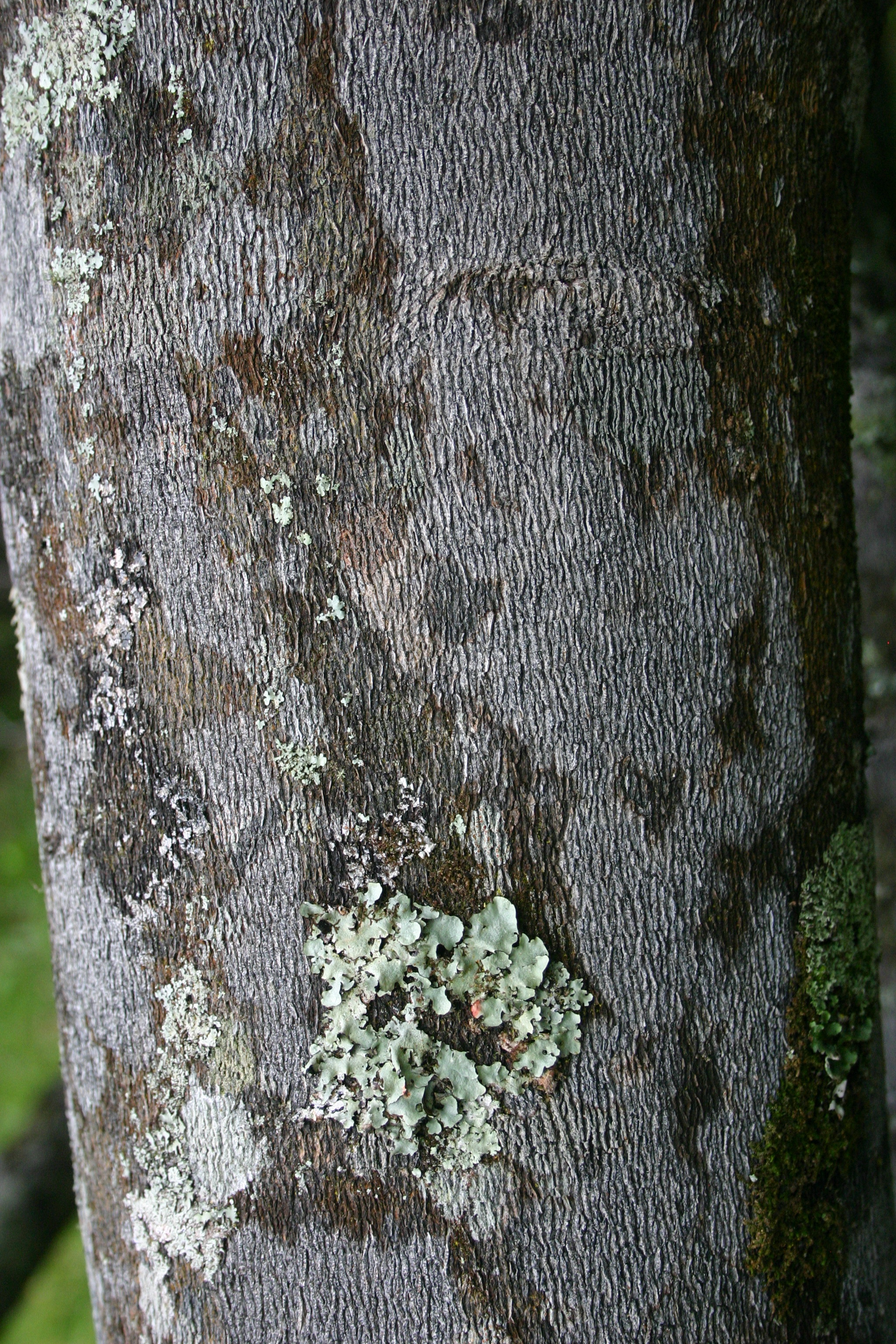